# Mihai Voduț
Mihai Voduț (sinh ngày 28 tháng 7 năm 1994 ở Bucharest) là một cầu thủ bóng đá người România thi đấu ở vị trí tiền đạo cho Viitorul Constanța.